# Eoophyla nymphulalis
Eoophyla nymphulalis là một loài bướm đêm trong họ Crambidae.